# Juliusz Karel Wilhelm Józef Rómmel
Juliusz Karel Wilhelm Józef Rómmel, poljski general, * 1881, † 1967.